# Julian Bado
Julian Bado (* 18. Januar 1991 in La Línea de la Concepción) ist ein gibraltarischer Fußballspieler.

## Karriere

### Im Verein
Bado begann seine Karriere im Jahr 2010 beim Lynx FC in der Gibraltar Eurobet Division. Im Sommer 2014 schloss er sich dem Manchester 62 FC an, zog aber schon nach einem halben Jahr zum Glacis United FC weiter. Über den Mons Calpe SC kam er im Sommer 2018 zu den Boca Juniors Gibraltar.

### In der Nationalmannschaft
Bado spielte sein einziges offizielles FIFA-A-Länderspiel für die gibraltarische Fußballnationalmannschaft am 19. November 2013 im portugiesischen Faro gegen die Slowakei. Die Partie endete 0:0.